# The Last Eichhof
The Last Eichhof est un jeu de shooter freeware et open-source sorti sur MS-DOS en 1993 par le développeur indépendant suisse Alpha Helix. Le jeu est similaire à Xenon 2: Megablast, mais le joueur contrôle une bouteille de bière et détruit des bouteilles appartenant à des brasseries rivales.

## Histoire

### Développement
Dans les années 1990, quelques étudiants de l'école polytechnique fédérale de Zurich formèrent un groupe de développement de jeu nommé « Alpha Helix » et développèrent « The Last Eichhof » en tant que commentaire contre la concentration du marché suisse de la bière, ce qui mena au déclin de brasseries plus petites et indépendantes tels qu'Eichhof,. Le code et les niveaux de The Last Eichhof furent créés par Daniel « Tritone » Schoch, tandis que les graphismes et les polices typographiques furent crédités à « Tweety ». De la programmation additionnelle et de la musique furent fournis par « Zynax ». La plupart de la musique du jeu provient des chansons « Schnaps Bonus » et « Bring me Edelweiss » du groupe pop Edelweiss. La partie instrumentale de la chanson « Money » de Pink Floyd est jouée dans le stage où le joueur peut vendre des bouteilles de bière. Plusieurs effets sonores sont des samples pris de la sitcom Parker Lewis ne perd jamais. Le code source fut plus tard distribué sous une licence « Do what ever you want with this code » (« Faites tout ce que vous voulez avec ce code »), une licence équivalente au domaine public, similaire à WTFPL.

### Sorties et portages
Des portages vers d'autres plateformes et OS furent créés par la communauté. du jeu avec son code source disponible, par exemple pour Linux (avec Allegro), Windows XP, Windows 8 et Windows Phones.,,

## Jouabilité
Le but du jeu est de tirer des bouchons-projectiles des bouteilles de bière et de détruire un maximum d'ennemis pour avoir le plus de litres de bière (en guise de points) possible. Cette quantité de litres sert aussi d'argent pour acheter des provisions du pub. Dans la plupart des niveaux, des vagues de mugs, de bouteilles et de chopes attaqueront le joueur, puis des miniboss (habituellement des caisses et des logos de bière rivales) et occasionnellement des grands boss. Dans un des niveaux, le joueur doit faire face à des bouteilles de champagne, des Daïquiris, tequilas, martinis, Jack Daniel's, et du Bourbon hostiles. La plupart des ennemis ont un thème lié à l'alcool. Dans un autre niveau, les ennemis sont des items associés à la gueule de bois: réveil-matins, cafetières, toilettes, Alka-Seltzer, aspirines. Cependant, il y a quelques ennemis dans le jeu qui n'ont aucun lien avec l'alcool (logo Windows, Pac-Man, logo d'Apple, grille-pain issu d'un écran de veille).
La bouteille de bière principale doit être protégée et doit éviter les ennemis, sinon une vie est perdue. La partie se termine quand toutes les vies sont perdues. Les autres bouteilles accompagnant celle qui est principale ne peuvent être détruites. Une fois qu'un niveau est complété, le joueur fait un arrêt dans un pub pour acheter des bouteilles de bière supplémentaires pour assister la bouteille principale. Quatre bouteilles standard (Stange, Pony, Barbara Braeu et Dunkel) peuvent être achetées du comptoir et plusieurs autres (Can 33CL, Chuebeli, Pokal, Xenon 2 Cannon, plus le Bonus Guttere pour des vies et de la vitesse) peuvent être achetées via la carte des boissons. Il est possible d'ajouter jusqu'à six bouteilles à la bouteille de bière principale. Après chaque niveau, le joueur a le choix de revendre les bouteilles pour une valeur moindre de ce qu'elles coûtaient.
Il y a cinq niveaux; entre chaque niveau, le joueur a une chance d'acheter des bouteilles supplémentaires, chacune avec leur propre projectiles de tir. Il est à noter que les niveaux 2 à 5 ont des checkpoints, ce qui fait que si la bouteille principale est touchée, le joueur recommencer au dernier point de contrôle au lieu de recommencer au début du niveau.

## Accueil
Le site Abandonware Home of the Underdogs attribua au jeu le titre de « TopDog » et le décrivit comme étant « une perle rare de freeware », tandis que MobyGames le considéra comme étant « l'un des jeux les plus ' originaux ' de tous les temps ».
En 2002 le journal tchèque IDNES.cz fit une critique du jeu en détail.
En 2004 le magazine informatique suisse PCtipp prénomma « The Last Eichhof » dans une critique comme étant « petit, mais son humour le rend unique »
Un article sur le jeu parut dans le magazine de jeu vidéo allemand Games, Entertainment, Education en 2005.
En 2012 Eurogamer décrivit The Last Eichhof dans un article comme étant « génial ». L'édition italienne de The Game Machine fit référence au jeu dans un article en février 2012.